# Adaré Rimaïbé
Adaré Rimaïbé (auch: Adaré, Addaré, Addaré Rimaïbé) ist ein Dorf in der Landgemeinde Torodi in Niger.

## Geographie
Das von einem traditionellen Ortsvorsteher (chef traditionnel) geleitete Dorf liegt am rechten Ufer des Flusses Goroubi. Es befindet sich rund zwölf Kilometer östlich des urbanen Zentrums von Torodi, des Hauptorts der gleichnamigen Landgemeinde und des gleichnamigen Departements Torodi, das zur Region Tillabéri gehört. Zu weiteren Siedlungen in der Umgebung von Adaré Rimaïbé zählen der Weiler Laoudou und das Dorf Kobadjé im Nordwesten, das Dorf Piliki im Nordosten, der Gemeindehauptort Ouro Guélédjo im Osten sowie das Dorf Ouro Go im Südosten.
Adaré Rimaïbé ist Teil der Übergangszone zwischen Sahel und Sudan. Die durchschnittliche jährliche Niederschlagsmenge beträgt hier zwischen 500 und 600 mm.

## Geschichte
Der französische Offizier Parfait-Louis Monteil machte im August 1891 bei seiner großen Westafrika-Reise in Adaré Rimaïbé Station.
Im Dürrejahr 1984 ließen sich 20 Zuwandererfamilien in Adaré Rimaïbé nieder. Dies war Teil einer größeren Migrationsbewegung aus den weiter nördlich gelegenen Arrondissements Filingué und Ouallam nach Torodi.

## Bevölkerung
Bei der Volkszählung 2012 hatte Adaré Rimaïbé 843 Einwohner, die in 79 Haushalten lebten. Bei der Volkszählung 2001 betrug die Einwohnerzahl 1290 in 137 Haushalten und bei der Volkszählung 1988 belief sich die Einwohnerzahl auf 1131 in 94 Haushalten.

## Wirtschaft und Infrastruktur
In Adaré Rimaïbé wird ein Wochenmarkt abgehalten. Hier werden Kalebassen und Töpferwaren gehandelt. Der Markttag ist Mittwoch. Es werden Rinder für die Milchproduktion gezüchtet.
Mit einem Centre de Santé Intégré (CSI) ist ein Gesundheitszentrum im Ort vorhanden. Es gibt eine Schule. Diese war in den 1970er Jahren an einem groß angelegten Schulfernsehen-Projekt beteiligt, aus dem das erste nationale Fernsehprogramm der staatlichen Rundfunkanstalt ORTN hervorging.
Adaré Rimaïbé ist über die 16,1 Kilometer lange Route 667, eine einfache Landstraße, mit dem Gemeindehauptort Torodi verbunden.